# Jerzy Zaremba (lotnik)
Jerzy Zaremba (ur. 8 lipca 1909 w Równem, zm. 14 sierpnia 1941 w Bollezeele) – kapitan pilot Wojska Polskiego, kawaler Virtuti Militari, dowódca dywizjonu 306.

## Życiorys
Po wybuchu I wojny światowej jego rodzina zamieszkała w Kijowie, skąd dopiero w 1922 r. udało jej się przedostać do Polski i powrócić do Równego. W tamtejszym gimnazjum matematyczno-przyrodniczym zdał maturę i w 1928 r. zgłosił się do odbycia służby wojskowej. Odbył wstępne przeszkolenie wojskowe w szkole podchorążych piechoty, a następnie w 5. pułku piechoty Legionów. Od października uczył się w Szkole Podchorążych Lotnictwa. 15 sierpnia 1931 prezydent RP Ignacy Mościcki mianował go podporucznikiem ze starszeństwem z 15 sierpnia 1931 i 2. lokatą w korpusie oficerów aeronautycznych, a minister spraw wojskowych wcielił do 3 pułku lotniczego w Poznaniu. Szkołę ukończył ze specjalnością obserwatora.
W pułku otrzymał przydział do 31. eskadry liniowej. W Centrum Wyszkolenia Oficerów Lotnictwa przeszedł przeszkolenie w zakresie pilotażu. Umiejętności pilotażowe poszerzał w 1933 r. w ramach kursu wyższego pilotażu w Grudziądzu. Po powrocie do 3. pułku został przeniesiony do eskadry myśliwskiej. W 1934 r. został awansowany na stopień porucznika. W listopadzie 1937 r. objął dowództwo nad 131. eskadrą myśliwską. Dał się też poznać jako uzdolniony sportowiec, sztafeta pływacka w skład której wchodził, zwyciężyła w pułkowych zawodach sportowych w 1938 r. W ramach dywizjonu III/3 został wydelegowany do osłaniania akcji zajmowania Zaolzia. W 1939 r. został awansowany na stopień kapitana.
Wybuch II wojny światowej zastał go na stanowisku dowódcy 131. em, która została dyslokowana na lotnisko Dzierżnica. 3 września, wraz z dwoma lotnikami eskadry, przechwycił wyprawę bombową He 111. Wspólnie zestrzelili jeden bombowiec. Następnie Zaremba i por. Lech Grzybowski przechwycili kolejną wyprawę Luftwaffe i wspólnie zestrzelili jednego He 111 na pewno a drugiego prawdopodobnie. Podczas ostatniego ataku został ciężko raniony przez strzelca pokładowego w nogę, ale zdołał powrócić na macierzyste lotnisko. Został przetransportowany do szpitala w Poznaniu a następnie do Warszawy. Po rekonwalescencji zdołał uciec 3 stycznia 1940 r. ze stolicy i przez Tatry przedostał się na Słowację. Z powodu odmrożeń i odnowienia się rany pozostał we wsi Medzilaborce, gdzie został aresztowany. Po leczeniu i odzyskaniu sił zmylił po raz drugi straże i uciekł ze szpitala 31 marca. Przedostał się do Francji, skąd po jej upadku został ewakuowany do Wielkiej Brytanii.
Zgłosił się do Polskich Sił Powietrznych, otrzymał numer służbowy RAF P-0723. Został przydzielony do tworzonego dywizjonu 306. 27 października objął dowództwo nad eskadrą A. W listopadzie został mianowany dowódcą eskadry B. 1 lipca 1941 r. przejął dowództwo dywizjonu od kpt. Tadeusza Rolskiego.
14 sierpnia dowodził dywizjonem podczas operacji Circus 73, której zadaniem było zbombardowanie celów na terenie Francji. Podczas lotu powrotnego jego Spitfire Mk IIB (nr ser. P8466, znaki UZ-Z) został zestrzelony w rejonie Bollezeele. Został pochowany na cmentarzu miejskim w Dunkierce (działka 2, rząd 3, grób 39).
Pracująca po zakończeniu II wojny światowej Komisja Bajana uznała mu zniszczenie 1/2 samolotu na pewno oraz 5/6 prawdopodobnie. Daje to Zarembie 345. pozycję na tej liście.

## Ordery i odznaczenia
Za swą służbę został odznaczony:
- Krzyżem Srebrnym Virtuti Militari nr 9187 (pośmiertnie),
- Krzyżem Walecznych,
- Medalem Lotniczym,
- Odznaka Obserwatora nr 849 – 15 sierpnia 1931[17]
- Polową Odznaką Pilota nr 547,
- Odznaką za Rany i Kontuzje.